# 裹屍布 (小說)
裹屍布(Shroud)是約翰·班維爾第16本著作，講述一個自稱為阿雷克斯‧范德的大騙子的歷史和恐懼。他本身其實並不是“阿雷克斯‧范德”，年青時與真正的阿雷克斯‧范德，一個好朋友，四处享受。但真正的阿雷克斯‧范德死後，這個大騙子就感到阿雷克斯‧范德的不幸—未被世人歌頌，遂遠走他國，以阿雷克斯‧范德的名義打工結婚。他一直以為瞞得住事實，但忽然一個他不認識的年輕女子威脅他，而他在大學裏的兩個學生亦開始懷疑“阿雷克斯‧范德”的真實身份。但最後這騙子知道很多人都為他保守過他的秘密，使他更感羞恥。